# Plesiorobius canadensis
Plesiorobius canadensis là một loài côn trùng trong họ Berothidae thuộc bộ Neuroptera. Loài này được Klimaszewski & Kevan miêu tả năm 1986.